# Misamis Occidental
Misamis Occidental (en filipí Kanlurang Misamis, en subanon Sindepan Mis'samis, en anglès Western Misamis) és una província de les Filipines situada a la regió de Mindanao Septentrional. La província està situada a la part nord-occidental de l'illa de Mindanao, i limita al nord-oest amb Zamboanga del Nord, al sud-oest amb Zamboanga del Sud, al sud-est amb la badia de Panguil, que la separa de Lanao del Nord, a l'est amb la badia d'Iligan, que la separa de Misamis Oriental i al nord amb el mar de Bohol. La ciutat d'Oroquieta és la capital provincial.

## Divisió administrativa
La província de Misamis Occidental es compon de 14 municipis i 3 ciutats, subdividits alhora en 490 barangays.

### Ciutats
| - Oroquieta | - Ozamis | - Tangub |

### Municipis
|  | - Aloran - Baliangao - Bonifacio - Calamba - Clarin | - Concepcion - Don Victoriano Chiongbian - Jimenez - Lopez Jaena - Panaon | - Plaridel - Sapang Dalaga - Sinacaban - Tudela |